# Яланзу
Яланзу (на френски: Yalenzou) е град и община в южна Гвинея, регион Нзерекоре, префектура Нзерекоре. Населението на общината през 2014 година е 24 558 души.